# Ясеневское кладбище
Ясеневское кладбище — небольшой старинный некрополь в Москве, названный по селу Ясенево, размер примерно 1,8 га. земли.

## Описание
Ясеневское кладбище основано в XVII в. как сельский погост, где хоронили местных крестьян. Статус городского некрополя получило в 1992 году. Рядом с кладбищем расположен храм Апостолов Петра и Павла.

## Похороненные на кладбище
- Грешилов, Михаил Васильевич — командир подводной лодки Щ-215
- Райский, Юрий Владимирович — российский кинооператор, заслуженный деятель искусств
- Лондон, Лев Израилевич — советский писатель и драматург